# Portola Pharmaceuticals
Portola Pharmaceuticals ist ein US-amerikanisches, biotechnologisches Pharmaunternehmen, das 2003 in Delaware gegründet wurde und an der amerikanischen Technologiebörse NASDAQ unter dem Kennzeichen PTLA gelistet ist. Seinen Hauptsitz hat Portola in San Francisco, CA. Das Unternehmen ist spezialisiert auf die Entdeckung, Entwicklung und Vermarktung neuartiger Therapeutika aus den Bereichen Thrombose und anderen hämatologischen Erkrankungen.

## Medikamente
Portola Pharmaceuticals hat die folgenden Medikamente im Markt / in der klinischen Entwicklung:
- Andexxa (USA) / Ondexxya (EU) (Andexanet alfa) ist ein rekombinanter Gerinnungsfaktor Xa; das erste und einzige Gegenmittel (Antidot) für Patienten, die mit den neuen oralen Antikoagulanzien (NOAKs) Rivaroxaban und Apixaban behandelt werden, wenn eine Umkehrung der Antikoagulation aufgrund lebensbedrohlicher oder unkontrollierter Blutungen erforderlich ist. Eine FDA-Zulassung für Andexxa erfolgte im Mai 2018.[6] Für Ondexxya (Andexanet alfa) verabschiedete der Ausschuss für Humanarzneimittel der Europäischen Arzneimittel-Agentur (EMA) im Februar 2019 eine positive Empfehlung für die Zulassung in der EU.[7] Dieser Empfehlung wurde Ende April 2019 entsprochen, d. h., es kam zu einer Zulassung durch die Europäische Kommission für die europäischen Mitgliedstaaten.[6][8]
- Bevyxxa (Betrixaban), der erste und einzige orale, einmal täglich einzunehmende Faktor-Xa-Hemmer zur Prävention von VTE bei erwachsenen Patienten, die wegen einer akuten medizinischen Krankheit im Krankenhaus behandelt werden. Betrixaban gehört – wie Rivaroxaban  und Apixaban – zur Gruppe der direkten oralen Antikoagulanzien (DOAK), die auch als neue orale Antikoagulanzien (NOAK) bezeichnet werden. Bevyxxa ist bisher nur in den USA zugelassen.

- Cerdulatinib befindet sich noch in der klinischen Entwicklung: ein Syk/JAK-Inhibitor zur Behandlung von hämatologischen Krebserkrankungen.[9]

## Kooperationen
Portola Pharmaceuticals kooperiert mit zahlreichen internationalen Pharmafirmen, wie z. B. Bayer, Bristol-Myers Squibb, Daiichi-Sankyo, Janssen und Pfizer.